# 新北市區公車939路線
新北市區公車939路線由台北客運營運，起點為三峽，終點為臺北市政府。

新北市區公車939副線路線由台北客運營運，起點為鶯歌區新北市美術館，終點為臺北市政府。

## 簡介
- 939快速公車由新北市三峽區北大特區發車，行經國道三號在新店區安坑下交流道，再經水源快速道路直達台北市敦化、仁愛路，最後抵達臺北市政府。本線於2012年6月27日上路，配有2024/2025年金旅單門車，車內並附有插座(位於前一排座位)與免費Wi-Fi無線網路，採三段票收費(未上國道以一段票計)。
- 932、939線延駛國家教育研究院(三峽院區)自2016年（民國105年）8月15日起上路[1]。
- 2025年1月6日獲配8輛金旅單門高巴(KKA-3313~KKA-3321)
- 2025年3月25日獲配4輛金旅單門高巴(KKC-1159~KKC-1162)
- 2025年4月8日獲配4輛金旅單門高巴(KKC-1165~KKC-1168)
- 2025年5月1日起「三峽國小(三鶯國民運動中心)」站位更名為「三峽國小(三峽國民運動中心)」[2]
- 2025年5月12日獲配6輛金旅單門高巴(KKA-3325~KKA-3330)
- 2025年7月11日獲配6輛金旅單門高巴(KKA-3352~KKA-3353、KKA-3356~KKA-3359)
- 2025年9月1日起「景觀萬坪公園(公厝仔)」站(往北)臨時遷移[3]

## 歷史車輛照片集

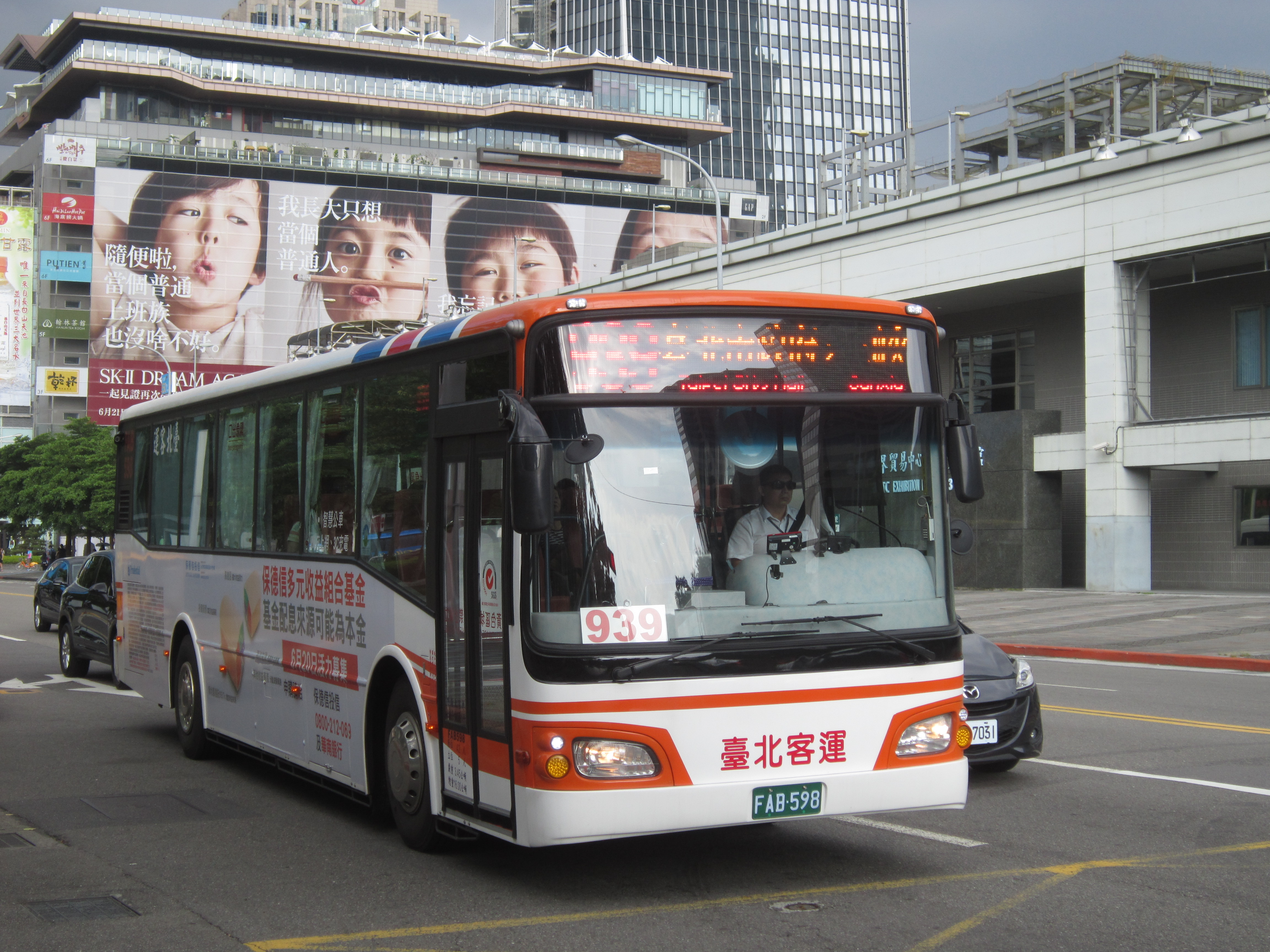
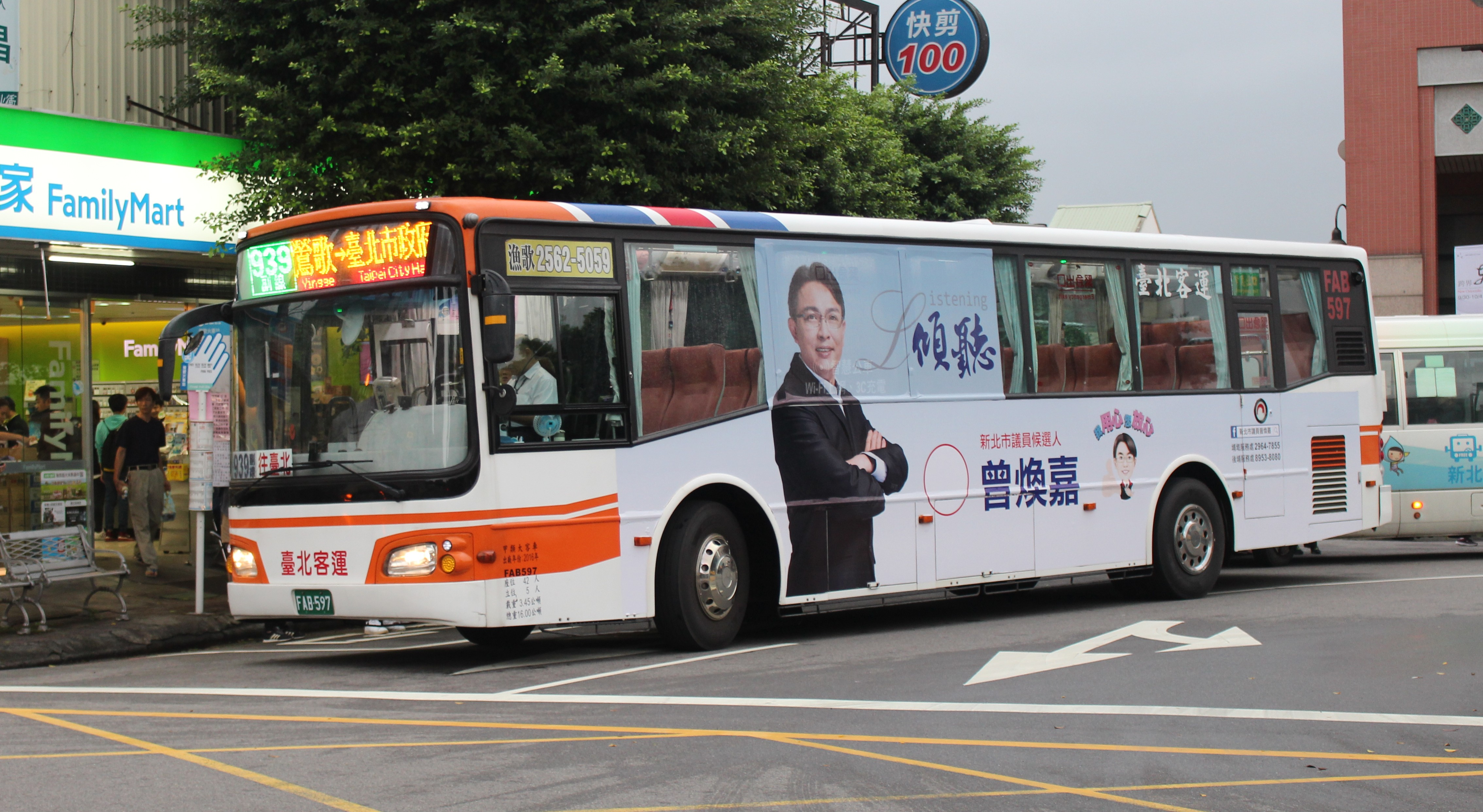
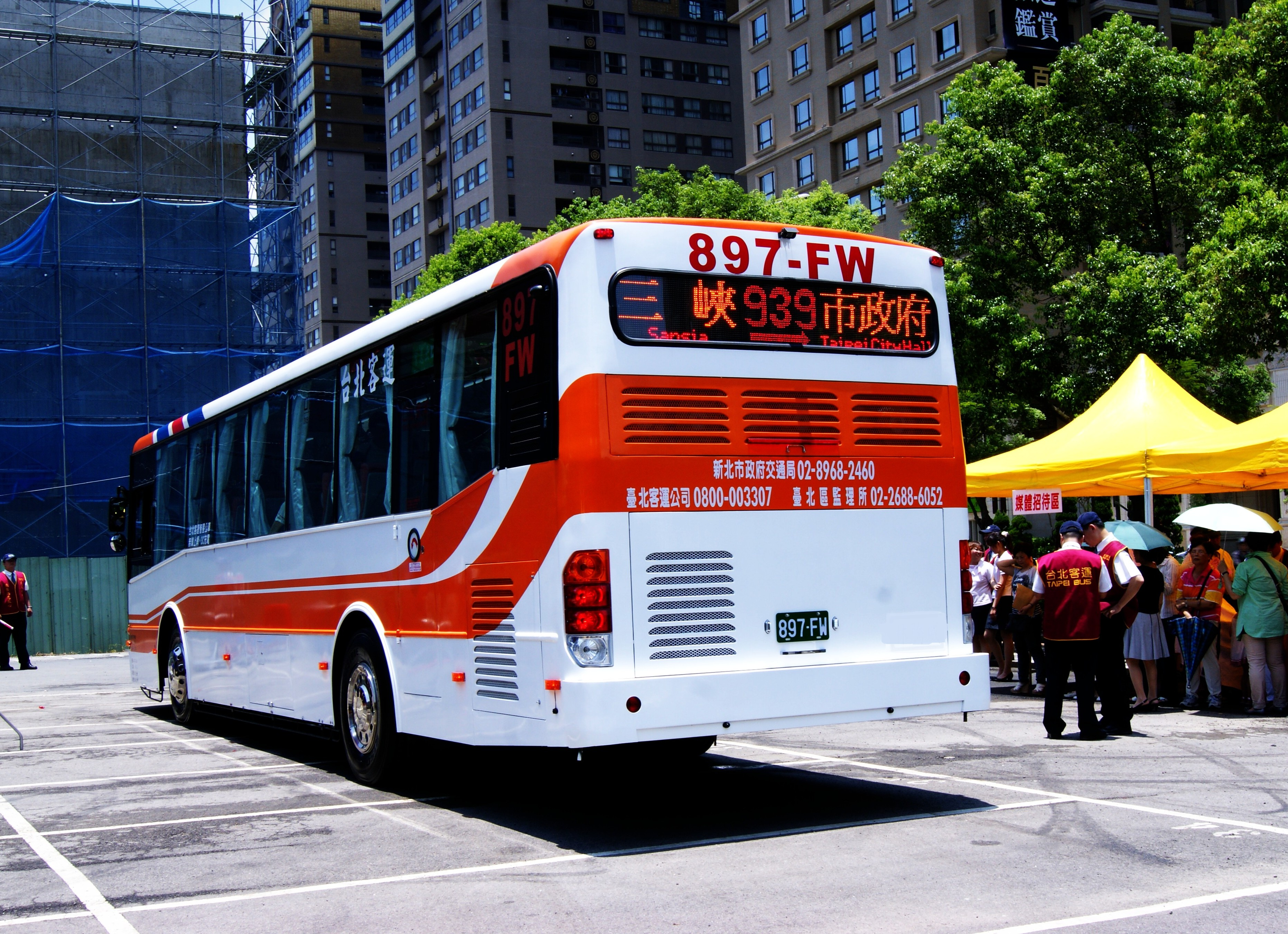

## 外部連結
- 台北客運 （页面存档备份，存于）
- 公車路線圖-939/939跳蛙 （页面存档备份，存于）
- 大臺北公車939
- 公車路線圖-939副 （页面存档备份，存于）
- 大臺北公車939副
- 大臺北公車939跳蛙
- 大臺北公車939繞國家教育研究所
- 暢行台北公車客運資訊站的Facebook專頁